# Nerissa et Katherine Bowes-Lyon
Pour les autres membres de la famille, voir Famille Bowes-Lyon.
Nerissa Bowes-Lyon (1919-1986) et Katherine Bowes-Lyon (1926-2014), sont les deux filles de John Herbert Bowes-Lyon et de son épouse Fenella Hepburn-Stuart-Forbes-Trefusis.
Nerissa et Katherine sont les nièces d'Elizabeth Bowes-Lyon, reine consort puis reine mère du Royaume-Uni, épouse du roi George VI. Leur père John étant le frère aîné de la reine mère, Nerissa et Katherine ont pour cousines germaines la reine Élisabeth II et la princesse Margaret.

## Biographie
Alors que l'édition de 1963 de Burke's Peerage avait présenté Nerissa et Katherine comme mortes en 1940 et 1961,, il est révélé en 1987 que les sœurs étaient en réalité bien vivantes et depuis 1941 pensionnaires de l'hôpital royal d'Earlswood (en) pour personnes handicapées mentales. Dans la terminologie de l'époque, les deux sœurs étaient classées comme « imbéciles » et elles n'avaient pas appris à parler.

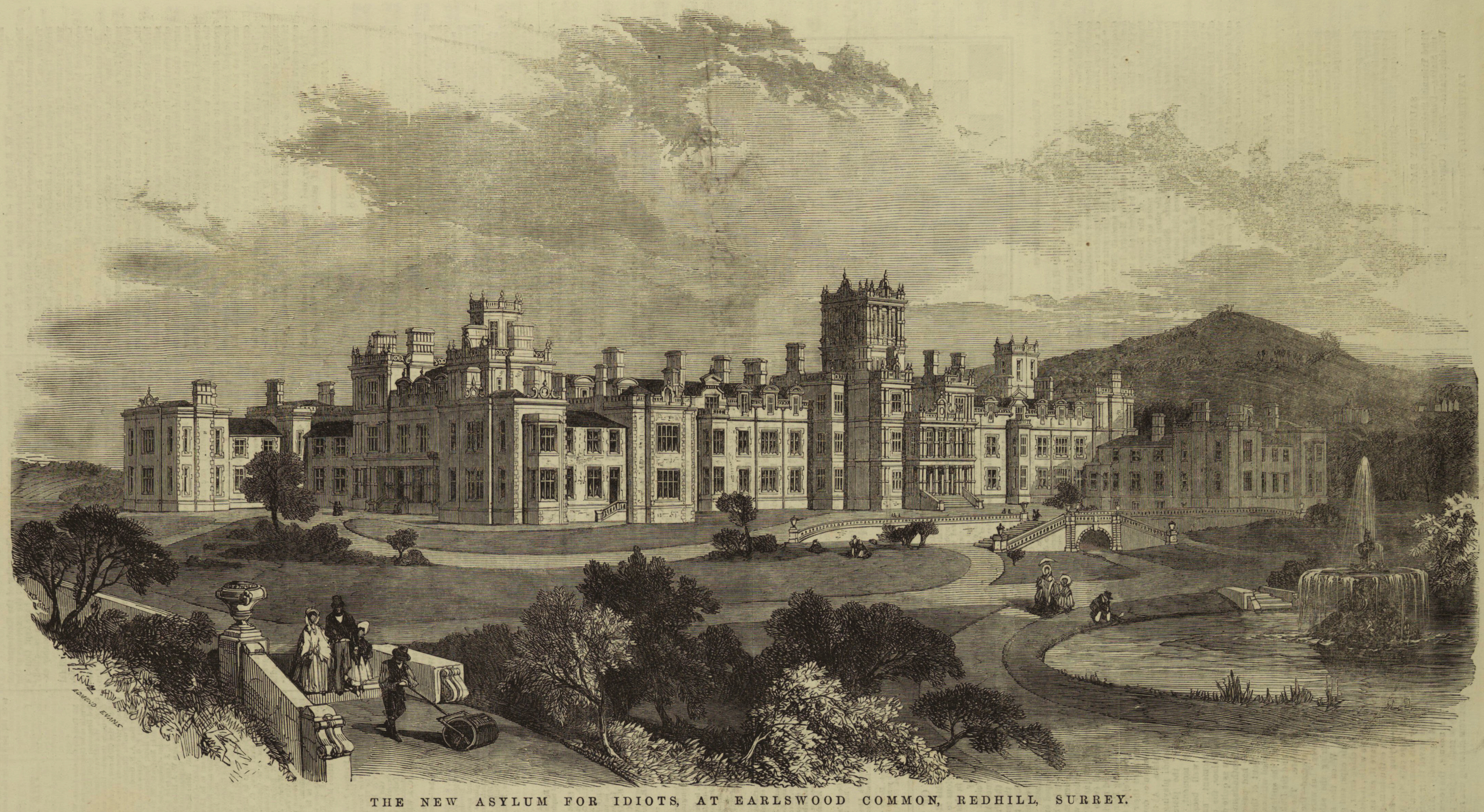
L'hôpital royal d'Earlswood (1854).

La suggestion d'une dissimulation royale est rejetée dans la presse par Lord Clinton en 1987, qui a suggéré que sa tante Fenella avait rempli le formulaire pour Burke d'une façon erronée car elle était « une personne imprécise » ; cependant, Burke a inclus des dates de décès précises pour les deux sœurs. Selon un documentaire télévisé de 2011, « tout au long de leur séjour à l'hôpital, on ne connait aucune trace prouvant que les sœurs aient reçu la visite d'un membre de la famille Bowes-Lyon ou de la famille royale, malgré le fait que leur tante, la reine mère, soit un mécène de Mencap » (une association pour les personnes handicapées mentales). Les infirmières interrogées dans le documentaire ont déclaré qu'à leur connaissance, la famille n'a jamais envoyé aux sœurs de cadeau ou de carte d'anniversaire ou de Noël. Elles n'ont reçu aucun argent de leur famille autre que les 125 £ versés à Earlswood chaque année.
Lorsque Nerissa est morte en 1986, aucun membre de sa famille n'a assisté aux funérailles. Elle est enterrée au cimetière de Redhill. Sa tombe était signalée par une étiquette en plastique et un numéro de série jusqu'à ce que son existence soit révélée dans les médias, après quoi la famille a ajouté une pierre tombale.
Trois autres de leurs cousines vivaient également à l'hôpital royal d'Earlswood. Leur tante Harriet Hepburn-Stuart-Forbes-Trefusis (1887-1958) avait épousé le major Henry Nevile Fane et trois de leurs sept enfants vivaient à l'hôpital royal d'Earlswood : Idonea Elizabeth Fane (1912-2002), Rosemary Jean Fane (1914-1972) et Etheldreda Flavia Fane (1922-1996). David Danks, alors directeur de l'Institut Murdoch, pensait qu'une maladie génétique pouvait avoir tué des membres masculins de la famille dans la petite enfance et provoqué un retard mental chez les femmes. En 1996, les cousines vivantes sont transférées au foyer de soins Ketwin House dans le Surrey ; lors de sa fermeture en 2001, elles sont transférées dans un autre foyer de soins dans le même comté.
Katherine meurt en 2014, à l'âge de 87 ans.

## Filmographie
Les sœurs sont au cœur du septième épisode de la quatrième saison de la série The Crown sur Netflix.